# Dicranomyia obesula
Dicranomyia obesula är en tvåvingeart som beskrevs av Edwards 1927. Dicranomyia obesula ingår i släktet Dicranomyia och familjen småharkrankar. Inga underarter finns listade i Catalogue of Life.